# Survivor Series (2021)
Survivor Series (2021) — тридцать пятое в истории PPV-шоу Survivor Series, производства американского рестлинг-промоушна WWE. Шоу прошло на 21 ноября 2021 года в «Барклайс-центр» в Бруклине, Нью-Йорк, США.

## Производство

### Предыстория
Survivor Series — это ежегодное гиммиковое PPV реслинг-шоу, выходящий от WWE каждый ноябрь с 1987 года. Второе по продолжительности PPV в истории (после Рестлмании WWE), одно из первых четырёх PPV промоушена, наряду с Рестлманией, Королевской битвой и Саммерсламом, получившее название «Большой четверки». Survivor Series традиционно характеризуется проведением матчей, которые являются командными матчами на выбывание, обычно объединяющих в команды из четырех или пяти рестлеров друг против друга. В 2016 году WWE вновь ввела разделение брендов, теперь Survivor Series сосредоточились вокруг конкуренции за превосходство брендов между Raw и SmackDown.
В 2019 году была представлена бывшая территория развития WWE NXT, участвующая в конкуренции за превосходство между брендов; однако 2020 году NXT не будет участвовать на шоу. Survivor Series 2021 года станет 35-м событием в хронологии Survivor Series запланировано на 21 ноября 2021 года в Barclays Center в Бруклине, Нью-Йорк.
Начиная с шоу 2017 года, чемпионы Raw столкнулись с другими чемпионами из бренда SmackDown в матчах без титула на кону. В 2019 году с добавлением NXT стали проходить матчи тройной угрозы между чемпионами трех брендов, в 2020 году без участия бренда NXT, матчи вновь вернулись вокруг конкуренции за превосходство брендов между чемпионами Raw и SmackDown. Survivor Series (2021) будут представлены: действующий Чемпион WWE против Чемпиона Вселенной WWE, Чемпион WWE Raw среди женщин сталкивается c Чемпионом WWE SmackDown среди женщин, Чемпион Соединённых Штатов WWE столкнется против Интерконтинентального чемпиона WWE, а Командные чемпионы WWE Raw столкнуться с Командными чемпионами WWE SmackDown.

### Сюжетные линии
Поединки происходили из сценарных сюжетных линий, где рестлеры изображали героев, злодеев или менее различимых персонажей в сценарных линих, которые создавали напряжение и завершались реслинг матчей или серией матчей. Результаты были предопределены сценаристами WWE на бренды Raw и SmackDown, как и сюжетные линии созданные на еженедельных телевизионных шоу WWE, Monday Night Raw и Friday Night SmackDown.

#### Мужская команда Raw vs Мужской команды SmackDown
6 ноября WWE представила членов команды Raw и SmackDown для участия в традиционном мужском матче Survivor Series. Членами команды Raw были:Сет Роллинс, Финн Балор, Кевин Оуэнс, Рей Мистерио и Доминик Мистерио. Однако на эпизоде Raw от 8 ноября официальный представитель WWE Адам Пирс отметил, что каждый член команды Raw был бывшим мировым чемпионом, кроме Доминика. В свою очередь, Пирс запланировал, что Доминик встретится с Бобби Лешли, где победитель займёт место в команде; в итоге Лешли победил Доминика. На следующей неделе после того, как Рей, по-видимому, получил травму во время матча с Лешли, Пирс вывел Рея из команды Raw и заменив его Остином Теорией. Для команды SmackDown её членами были Дрю Макинтайр, Джефф Харди, Кинг Вудс, Сами Зейн и Хэппи Корбин. На эпизоде SmackDown от 12 ноября Харди победил Зейна в матче, в котором проигравший будет удалён из команды. Вакантное место было занято на следующей неделе Шеймусом, который победил Сезаро, Рикошета и Джиндера Махала в фатальном четырёхстороннем матче, заработав это место.

#### Женская команда Raw vs Женской команды SmackDown
Также 6 ноября WWE представила членов женских команд Raw и SmackDown для участия в традиционном матче Survivor Series. Ими станут Бьянка Белэйр, Лив Морган, Кармелла, Королева Зелена и половина командных чемпионов WWE среди женщин, Рея Рипли, будут представлять команду Raw. Членами команды SmackDown, как выяснилось, были Саша Бэнкс, Шейна Базлер, Шотци, Наталья и Алия. Однако в эпизоде SmackDown от 12 ноября официальный представитель WWE Соня Девилль отстранила Алию от матча, по-видимому, из-за ее отношений с Наоми, которая была в ссоре с Девилль. 18 ноября через социальные сети WWE Девилль сообщила, что Тони Шторм займёт вакантное место в команде SmackDown.
В ознаменование 25-й годовщины дебюта Рока в WWE на Survivor Series 1996 года на шоу 2021 года провели баттл-роял с участием 25 человек с обоих брендов.

## Результаты
| №                                                                    | Матч | Тип матча                                                           | Время | Оценки (по 5-бальной шкале) от Дейва Мельтцера | Рейтинг (оценивается по 10-бальной шкале) пользователей сайта Cagematch.net |
| -------------------------------------------------------------------- | --- | ------------------------------------------------------------------- | ----- | ---------------------------------------------- | --------------------------------------------------------------------------- |
| 1P                                                                   | Синсукэ Накамура (Интерконтинентальный чемпион SmackDown) (с Риком Бугсом) победил Дэмиана Приста (Чемпионa Соединенных Штатов Raw) по дисквалификации                                                  | Чемпионы против Чемпионов не титульный матч                         | 9:25  | Текст ячейки                                   | 5.12                                                                        |
| 2                                                                    | Бекки Линч (Чемпионка Raw среди женщин) победила Шарлотту Флэр (Чемпионку SmackDown среди женщин) | Чемпионы против Чемпионов не титульный матч                         | 18:15 | Текст ячейки                                   | 7.71                                                                        |
| 3                                                                    | Команда Raw (Сет Роллинс, Финн Балор, Кевин Оуэнс, Бобби Лешли и Остин Тиори) (с MVP) победила команду SmackDown (Дрю Макинтайр, Джефф Харди, Кинг Вудс, Хэппи Корбин и Шеймус) (с Сумасбродом Моссом)1 | Традиционный матч 5 на 5 на выбывание                               | 29:56 | Текст ячейки                                   | 6.38                                                                        |
| 4                                                                    | Омос победил, последним устранив Рикошета | Межбрендовый баттл-роял из 25 человек в честь 25-летия карьеры Рока | 10:45 | Текст ячейки                                   | 2.09                                                                        |
| 5                                                                    | РКО-Бро (Рэнди Ортон и Риддл) (Командные чемпионы WWE Raw) победили Усо (Джей Усо и Джимми Усо) (Командные чемпионы WWE SmackDown)                                                                      | Чемпионы против Чемпионов не титульный матч                         | 14:50 | Текст ячейки                                   | 6.37                                                                        |
| 6                                                                    | Команда Raw (Бьянка Белэйр, Реа Рипли, Лив Морган, Кармелла и Королева Зелина) победила команду SmackDown (Саша Бэнкс, Шейна Бэйзлер, Шотци, Наталья и Тони Шторм)                                      | Традиционный матч 5 на 5 на выбывание                               | 23:45 | Текст ячейки                                   | 3.55                                                                        |
| 7                                                                    | Роман Рейнс (Вселенский чемпион SmackDown) (с Полом Хейманом) победил Биг И (Чемпион WWE Raw) | Чемпионы против Чемпионов не титульный матч                         | 21:55 | Текст ячейки                                   | 6.67                                                                        |
| (c) — относится к чемпиону(ам), входящий на матч P — матч на пре-шоу | |                                                                     |       |                                                |                                                                             |

1. ↑  Порядок выбывания: Дрю Гулак, R-Truth,, Отис, Ти-БАР, Седрик Александер, Чад Гейбл, Эрик, Умберто, Ивар, Джиндер Махал, Шелтон Бенджамин, Ангел, Шанки, Мансур, Роберт Руд, Дольф Зигглер, Сами Зайн, Командир Азиз, Эй Джей Стайлз, Аполло Крюс, Анджело Докинз, Сезаро и Монтес Форд